# Panama (textil)

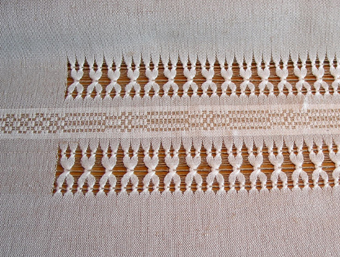
Halvpanama mellan Karelsk spets

Panama (tvist) är en vävteknik som är en variant av tuskaft, och kan i princip vävas med två skaft och två trampor, men solvas som regel av samma skäl som tuskaften på fyra skaft. Typiskt för panama är att det ser ut som en förstorad tuskaft genom att det är dubbla trådar i både varp och inslag som följs åt hela tiden, d.v.s. uppsättningen är två trådar i solv och två trådar i rör, (eller tretal osv)
Halvpanama kallas det när de dubblerade trådarna bara förekommer i ena riktningen.
Ordets ursprung anses härröra från panamahattarnas flätning enligt NE.